# Павловская ГЭС
Павловская ГЭС — гидроэлектростанция, расположенная около села Павловка на реке Уфе в Башкортостане. Единственная ГЭС на реке Уфа. Собственник станции — ООО «Башкирская генерирующая компания» (станция имеет статус производственной площадки Приуфимской ТЭЦ), судоходного шлюза — Министерство транспорта РФ.

## Конструкция станции
Павловская ГЭС представляет собой плотинную русловую гидроэлектростанцию со зданием ГЭС, совмещённым с водосливной плотиной. Установленная мощность электростанции — 166,4 МВт, среднегодовая выработка электроэнергии — 590 млн кВт·ч. По сооружениям ГЭС проложен автодорожный переход. Состав сооружений гидроузла:
- русловая грунтовая плотина длиной 232 м и максимальной высотой 43 м. Плотина намыта из аллювиальных отложений, имеет противофильтрационное ядро из мелкозернистого песка со стенкой из металлического шпунта;
- левобережная грунтовая плотина длиной 397 м и максимальной высотой 20 м, отсыпана из суглинков;
- здание ГЭС, совмещённое с поверхностными водосливами, длиной 79,2 м и высотой 53,5 м. Четыре водослива размещены в верхней части сооружения, имеют пропускную способность 5540 м³/с при НПУ и 6740 м³/с при ФПУ.
- однониточный однокамерный судоходный шлюз, который при пропуске паводков редкой повторяемости может также использоваться как дополнительный водосброс пропускной способностью 1100 м³/с при НПУ и 1410 м³/с при ФПУ;

В здании ГЭС под водосливами установлены 4 вертикальных гидроагрегата мощностью по 41,6 МВт, с поворотно-лопастными турбинами ПЛ 577-ВБ-550, работающими при расчётном напоре 22 м. Турбины оснащены семилопастными рабочими колёсами диаметром 5,5 м, изготовленными на харьковском предприятии «Турбоатом». Турбины приводят в действие генераторы СВ 1030/120-68 производства санкт-петербургского завода «Электросила». Выдача электроэнергии станции в энергосистему производится через открытые распределительные устройства (ОРУ) напряжением 35 и 110 кВ по следующим линиям электропередачи:
- ВЛ 110 кВ Павловская ГЭС — ПС Симская;
- ВЛ 110 кВ Павловская ГЭС — ПС СПП;
- ВЛ 110 кВ Павловская ГЭС — ПС Кундашлы (2 цепи);
- ВЛ 110 кВ Павловская ГЭС — Уфимская ТЭЦ-3;
- ВЛ 35 кВ Павловская ГЭС — ПС Бирючево Поле.

Напорные сооружения ГЭС образуют Павловское водохранилище. Площадь водохранилища при нормальном подпорном уровне 115,9 км². Полная и полезная ёмкость водохранилища составляет 1,41 и 0,9 км³ соответственно, что позволяет осуществлять сезонное регулирование стока. Отметка нормального подпорного уровня водохранилища составляет 140 м над уровнем моря (по Балтийской системе высот), форсированного подпорного уровня — 142 м, уровня мёртвого объёма — 128,5 м.

## История строительства и эксплуатации
Первые проектные проработки по строительству ГЭС на Уфе датированы 1933 годом. Уральским бюро треста «ГИДЭП» было намечено строительство на реке каскада из 11 гидроэлектростанций, был составлен эскизный проект Павловской ГЭС. В 1942 году работы по изысканию и проектированию станции были возобновлены, проектное задание было утверждено 9 мая 1945 года, технический проект — 20 апреля 1954 года. Подготовительные работы по строительству Павловской ГЭС были начаты в 1950 году, земляные работы — в 1952 году. Река Уфа была перекрыта весной 1959 года, первый гидроагрегат пущен 24 апреля 1959 года, последний гидроагрегат — в 1960 году, в 1961 году строительство станции было завершено. Павловская ГЭС стала первой в СССР гидроэлектростанцией, возведённой на закарстованных известняках, что потребовало больших объёмов цементационных работ.
Павловская ГЭС выполняет функции аварийного резерва энергосистемы, работает в пиковой части графика нагрузок. За время эксплуатации станция выработала более 35 млрд кВт.ч электроэнергии. Ведется модернизация ГЭС, в частности заменены рабочие колёса турбин, камеры рабочих колёс, силовые трансформаторы, системы возбуждения генераторов, реконструирована земляная плотина, усилено крепление дна отводящего канала. Ведётся замена аварийно-ремонтных затворов. Планируется увеличение мощности каждого гидроагрегата с 41,6 до 50,4 МВт.